# Sour El Aaz
Sour El Aaz (en àrab سور العز, Sūr al-ʿAzz; en amazic ⵙⵓⵕ ⵍⵄⵣⵣ) és una comuna rural de la província d'El Kelâa des Sraghna, a la regió de Marràqueix-Safi, al Marroc. Segons el cens de 2014 tenia una població total de 3.850 persones.